# 사우디아라비아-이란 관계
사우디아라비아와 이란 간의 양자 관계는 지역 리더십에 대한 열망, 석유 수출 정책, 미국 및 다른 서방 국가들과의 관계와 같은 여러 지정학적 문제들로 인해 긴장 상태에 있었다. 외교 관계는 1987년부터 1990년까지 단절되었고, 이후 예멘 개입, 예멘 내 이란 대사관 폭격, 2015년 하즈 기간의 사건들, 님르 알님르의 처형, 그리고 이란 내 사우디 외교 공관에 대한 공격 등으로 인해 2016년부터 2023년까지 다시 단절되었다. 그러나 2023년 3월, 중국의 중재로 열린 논의 끝에 이란과 사우디아라비아는 외교 관계를 재개하기로 합의하였다. 2024년 10월 현재, 사우디아라비아와 이란은 관계 개선을 위한 노력을 기울이고 있다. 카타르 도하에서 열린 회담에서 마수드 페제시키안 이란 대통령과 파이살 빈 파르한 알사우드 사우디 외무장관은 양국 관계 증진, 이스라엘의 가자 및 레바논 공격, 이란의 최근 "보복 공격" 등에 대해 논의하였다. 양측은 서로 간의 차이를 제쳐두고 관계 확대를 위해 협력할 필요성을 강조하였다.
사우디아라비아는 1932년에 수립된 절대군주제로, 제2차 세계 대전 이후 미국 및 영국과 긴밀한 관계를 유지해온 전통이 있다. 이란의 정부는 절대군주제와 점차 확대되는 의회주의 사이를 오갔으며, 1953년 이란 쿠데타 이후 모하마드 레자 팔라비의 군주로서의 권한이 의회 체제 내에서 강화되었다. 이 쿠데타는 군대, 바자르 상인, 성직자, 미국, 그리고 영국의 지지를 받았다. 양국은 모두 냉전 시기 소련에 맞서 서방 진영에 속해 있었으며, 이는 1979년 이란 혁명 이후 1980년에 공식적인 미국-이란 관계가 단절될 때까지 계속되었다. 냉전과 테러와의 전쟁 기간 내내 미국은 사우디아라비아와의 전략적 관계를 지속적으로 추구해왔다.
양국은 모두 주요 석유 및 천연가스 수출국이며, 에너지 정책을 둘러싸고 충돌해왔다. 사우디아라비아는 방대한 석유 매장량과 상대적으로 적은 인구를 바탕으로 세계 석유 시장을 장기적으로 바라볼 여지가 크고, 가격을 완화하려는 유인이 있다. 반면, 이란은 사담 후세인의 이라크와의 10년에 걸친 전쟁 이후 최근의 제재로 인해 생활 수준이 낮아졌으며, 인구도 더 많기 때문에 단기적으로 높은 유가에 집중할 수밖에 없는 처지에 놓여 있다.
시리아 내전에서 이란은 시리아 정부를 군사적으로 지원했으며 수십억 달러 규모의 원조를 제공했다. 반면 사우디아라비아는 반군 세력에 대한 주요 지원국이었다. 양국은 서로가 테러를 지원하고 있다고 비난해왔다. 이란과 사우디아라비아는 자국의 지역 내 패권을 둘러싸고 이해관계가 충돌하고 있다.

## 갈등
이란 혁명 이후, 이란이 사우디아라비아가 페르시아만 지역에서 미국과 공조하며 미국의 이익을 대변하고, 이슬람 세계의 이익이라고 여겨지는 것과는 다른 방향으로 행동하고 있다고 비난하면서 양국 관계는 크게 악화되었다. 사우디아라비아는 이란이 페르시아만 지역 전역에 걸쳐 혁명을 수출하려는 일관된 의도를 가지고 있다고 우려하고 있으며, 이는 사담 이후의 이라크, 레반트, 그리고 더 남쪽 지역에서 두드러지게 나타나고 있다. 또한, 사우디아라비아는 이란의 논란이 많은 핵 프로그램에도 반대하고 있다.
양국 간의 긴장은 증감을 반복해왔다. 사우디아라비아와 이란의 관계는 특히 이란 혁명, 이란 핵 프로그램의 시작, 2011년 이란의 암살 음모 의혹, 그리고 2016년 님르 알님르의 처형 이후 더욱 악화되었다. 한편으로 관계 개선을 위한 수많은 시도도 있었다. 1991년 걸프 전쟁 이후 양국 관계는 눈에 띄게 완화되었으며 , 2007년 3월에는 마무드 아마디네자드 이란 대통령이 리야드를 방문했고, 압둘라 국왕이 공항에서 직접 영접하였다. 당시 언론에서는 양국을 "형제 국가"라고 표현하기도 했다.
2011년 3월 이후, 시리아 내전 또한 긴장의 원인이 되어왔다. 이란은 바샤르 알아사드가 이끄는 시리아 정부에 재정적, 군사적 지원을 해왔으며, 사우디아라비아는 시리아 반군을 지원해왔다.

## 역사

### 이란 혁명
1979년 루홀라 호메이니가 주도한 신정 이란 혁명 이후, 이란은 사우디 정권의 성격과 종교적 정통성을 공개적으로 공격하고 비판하기 시작했다. 그러나 당시 사우디아라비아의 통치자였던 칼리드 국왕은 호메이니에게 축하 메시지를 보내 "이슬람 연대"가 양국 관계를 더욱 긴밀히 할 수 있는 기반이 될 수 있다고 밝혔다. 또한 이란에 이슬람 공화국이 수립되면서 양국 간 협력을 방해하는 장애물은 없다고 주장했다.
1987년 메카 사건 이후, 호메이니는 1987년 공개 연설에서 "이 사악하고 신성모독적인 와하브파는 항상 무슬림의 심장을 등 뒤에서 찌르는 단검과 같다"라고 선언하며 메카가 "이단자들의 무리" 손에 있다고 발표했다. 이 발언으로 인해 양국 간 외교 관계는 1991년까지 단절되었다.

## 교리적 차이
정치 이념과 통치 방식의 차이도 양국을 갈라놓았다. 이란 이슬람 공화국은 이슬람 법학자의 수호 원리에 기반을 두고 있는데, 이는 파키흐 (이슬람 법학자)가 무슬림 전체, 나아가 그들의 통치까지도 관장해야 한다는 것이다. 이란의 최고 지도자는 시아파 파키흐이다. 이란 혁명의 창시자인 아야톨라 호메이니는 군주제를 이슬람 원칙에 반한다고 보고 이념적으로 반대했다. 반면 사우디아라비아의 군주제는 보수적이며 혁명적이지 않고, 종교 지도자들은 오랫동안 국왕이 이슬람 샤리아 법을 위반하지 않는 한 절대적 복종을 받아야 한다고 지지해왔다. 그러나 사우디아라비아에는 시아파 소수민족이 존재하며, 이들은 제도적 차별에 대해 격렬히 불만을 표출했고 때때로 국왕의 전복을 촉구받기도 했다. 양국은 모두 주요 석유 수출국이지만 에너지 정책을 놓고 갈등을 빚어왔다. 사우디아라비아는 막대한 석유 매장량과 적은 인구로 인해 글로벌 석유 시장을 장기적으로 바라보고 가격을 안정시키려는 이해관계가 크다. 반면 이란은 단기적으로 높은 유가에 집중할 수밖에 없는 상황이다.

## 범죄
2025년 1월 1일, 사우디 당국은 공식 사우디 언론사(SPA)를 통해 여섯 명의 이란 시민이 마약 밀매 혐의로 사형이 집행되었음을 발표했다. 이들은 마약 밀매로 체포되어 사형이 선고된 바 있다.